# Língua de Zuara
Zuara (em árabe: زوارة; romaniz.: Zuwara(h); em berbere: ⵜⵡⵉⵍⵍⵓⵍⵜ; romaniz.: Twillult) é um dialeto tamazigue, uma das línguas zenetas. É falado em Zuara, uma cidade da Líbia situada na Tripolitânia. Várias obras de Terence Mitchell fornecem uma visão geral de sua gramática junto com uma série de textos, com base principalmente no discurso de seu consultor Ramadan Azzabi. Alguns artigos sob ela também foram publicados por Luigi Serra.
Seus falantes chamam-a de mazigue (mazigh) assim como os falantes da variante nafusi do berbere. O Ethnologue classifica-a como dialeto do nafusi, embora ambas pertençam a ramos distintos do berbere segundo Kossmann (1999).